# Republic Aviation Company
Pour les articles homonymes, voir Republic.
La Republic Aviation Corporation issue de la Seversky Aircraft Company était un avionneur américain basé à Farmingdale, Long Island, État de New York. 
Fondée en 1931, la société fut absorbée par Fairchild Aircraft en 1965. Elle a conçu et produit un nombre important d'avions de combat.

## Les origines
La Seversky Aircraft Company fut créée en 1931 par Alexander Seversky, immigrant d'origine russe et ancien pilote de la Première Guerre mondiale (plus de 50 missions de combat), où il a d'ailleurs perdu une jambe.
À la création de l'entreprise, beaucoup de ses collaborateurs, pilotes ou ingénieurs, étaient des immigrants russes ayant échappé aux purges de Staline. Son épouse a également participé à la conception de nombreux projets.
Dès 1931, Seversky conçut un appareil, le SEV-3, qui pouvait être équipé indifféremment de flotteurs ou d’un train fixe. Le SEV-3 connut un succès assez étonnant compte tenu de la concurrence et de la conjoncture économique. L’USAAC commanda 30 appareils à train d’atterrissage (BT-8) et la Colombie acheta trois exemplaires en version amphibie.
En 1936, Seversky remporte un programme pour un nouveau chasseur pour l'USAF et commence à produire le P-35 qui entra dans l'histoire le 7 décembre 1941, où il devient le premier chasseur à combattre les chasseurs Mitsubishi A6M (communément appelés « Zero » par les Occidentaux) japonais pendant l'attaque de Pearl Harbor.

## Republic Aviation
Fin 1939, malgré la commande de 77 exemplaires du P-35 par l’USAAC et la Suède, Serversky perdit beaucoup d'argent, ne put empêcher la faillite de son entreprise et fut forcé à démissionner de la compagnie.
Avec la nomination d'un nouveau président et une nouvelle organisation, l'entreprise changea de nom et devint Republic Aviation.
Dans le même temps, l'entreprise modifia le P-35 (AP-4) qui, au vu des améliorations, devint le Republic P-43 Lancer. 272 exemplaires furent construits et 108 furent envoyés en Chine, dont certains se retrouvèrent entre les mains des Tigres volants où ils furent utilisés pour combattre l'armée japonaise.
En 1940, l'ingénieur en chef de Republic, Alexander Kartveli, dessine le projet d'un des avions les plus célèbres de la Seconde Guerre, le P-47 Thunderbolt. Le P-47 fut le chasseur américain le plus construit mais le North American P-51 Mustang, plus maniable et ayant une plus grande autonomie, le remplaça comme principal chasseur américain. Le P-47 fut très apprécié comme chasseur-bombardier grâce à sa solide construction, à sa grande charge utile et à son moteur en étoile moins sensible aux dommages qu'un moteur en ligne (lors de missions d'attaque à basse altitude, un avion était plus exposé aux tirs ennemis et un avion avec moteur en étoile avait plus de chance de rentrer à sa base, même endommagé).

## Après la Seconde Guerre mondiale
Ce fut la période la plus faste pour l'entreprise avec tout d'abord l'apparition du P-84 Thunderjet (rebaptisé F-84 après 1962), dont 4 450 exemplaires furent construits.
Vinrent ensuite la version à aile en flèche du F-84, le F-84F  avec 2 700 exemplaires et enfin le F-105 Thunderchief dont 833 exemplaires furent construits.

## Les dernières années
En décembre 1957, la compagnie créa une division hélicoptère et construisit sous licence l’Alouette III pour le marché nord-américain. Les ventes furent très limitées.
Afin d’essayer de sauver la société, Republic voulut modifier son XF-12 en avion de transport rapide mais les compagnies aériennes ne trouvèrent aucun intérêt dans cet avion.
Au début des années 1960, Fairchild acheta des actions de Republic et, fin 1965, acquit l’ensemble de la société Republic. 
Republic devint Republic Aviation, Division de Fairchild Hiller et cessa d’exister en tant que compagnie indépendante.
Republic Aviation construisit l’A-10 qui fut le dernier appareil à porter le nom de Republic.

## Production

### Avions militaires
- Seversky P-35

- Seversky XP-41
- Seversky SEV-3 (1933)
- Seversky A8V (1935)

- Republic P-43 Lancer

- Republic P-44 Rocket

- Republic P-47 Thunderbolt
- Republic-Ford JB-2 (1944)

- Republic XP-69
- Republic XF-12 Rainbow (1946)

- Republic XP-72

- Republic F-84 Thunderjet
  - Republic F-84F Thunderstreak (1950)
  - Republic RF-84F Thunderflash (1952)
  - Republic XF-84H Thunderscreech (1955)

- Republic F-105 Thunderchief.

- Republic XF-91 Thunderceptor

- Republic XF-103 Thunderwarrior

- Fairchild A-10 Thunderbolt II

- Hélicoptère Alouette (Sous Licence)

### Avion civil
- Republic RC-3 Seabee - Hydravion